# Ramon I Donat
Ramon I Donat († 956) fou comte de Bigorra al segle x.

## Filiació
L'única certesa que es té a propòsit de la seva filiació deriva del Còdex de Roda i precisa que la senyora Llopa, filla de Sanç Garcés I de Pamplona, rei de Navarra i d'una serventa, fou la mare del comte Ramon de Bigorra.
El pare del comte Ramon Donat s'hauria de dir Donat i pot ser identificat amb Donat II Donat, comte de Bigorra i fill del primer comte, Donat I Llop de Bigorra. No obstant això, hi ha un seriós inconvenient; a la mort de Donat II el va succeir el seu germà LLop I Donat, cosa improbable si el difunt hagués tingut un fill. Ara bé, Llop I va tenir un fill de nom Donat, que hauria estat comte de Bigorra fins vers el 945; així al primer comte Donat I Llop l'hauria succeir abans del 900 el seu fill Llop I Donat i a aquest vers 910 el seu fill Donat II Llop, fins vers 945, sent el pare de Ramon I Donat que hauria pujat al tron vers 945 i fins al 956.

## Matrimoni i fills
El Còdex de Roda el menciona com casat amb Garsenda, filla d'Arnau, comte d'Astarac; com que aquest (Arnau Nonat) fou comte del 926-960, l'edat és coincident. Però una carta del cartulari d'Auch indica que l'esposa de Ramon fou una Faquilena, igualment filla d'Arnau, comte d'Astarac, que li va sobreviure, i era vídua d'Aureol, senyor d'Aure. Diverses hipòtesis són considerades i la que preval consisteix a veure a Faquilena i Garsenda com una sola persona.
Aquesta esposa va donar a llum a:
- l'infant Lluís († 1000), comte de Bigorra
- l'infant Arnau, pare de Garcia Arnau I, comte de Bigorra, al seu torn pare de Garsenda de Bigorra, casada amb Bernat Roger, comte de Foix